# Giacomo Boncompagni
Jaume Boncompagni (en italià: Giacomo Boncompagni) (Bolonya, 8 de maig del 1548 - Sora, 18 d'agost del 1612) va ser el fill il·legítim del papa Gregori XIII.

## Biografia

### Infància
Giacomo va néixer de la relació de Ugo Boncompagni, futur papa Gregori XIII i de Maddalena Fulchini, en el moment que es trobava a Bolonya per a participar en el concili de Trento. El 5 de juliol del 1548 va ser legitimat i confiat als ensenyaments dels jesuïtes de Bolonya.

### Carrera
Quan el seu pare és triat al Solio Pontifici el 1572, Giacomo es muda a Roma començant la seva brillant carrera política. Va ser nomenat castellà de Sant'Angelo i Confaloniero de l'Església. En el compliment d'aquest càrrec Giacomo va ser primer a Ancona i després a Ferrara on va romandre fins al 1574.
El 1575 el rei Felip II d'Espanya el nomena Capitano Generale delle Genti en armi (comandant en cap) del ducat de Milà.
El 1576 Gregori XIII el va nomenar Governador de Fermo, una ciutat dels Estats Pontificis per un període de tres anys que es va renovar dues vegades, el 1581 i 1584.
El 1581 Giacomo va rebre del seu pare la tasca de conducta, juntament amb Llatí Orsini, a la repressió del bandolerisme, en els Estats Pontificis.

### Matrimoni
El 1576 es va casar amb Constança Sforza, filla de Sforza I, de la qual va tenir catorze fills.

### Duc
Malgrat tots els càrrecs polítics i militars que havia pogut assignar al seu fill, Gregori XIII va intentar forjar per a ell un veritable estat. Després d'un fallit intent d'adquisició del Marquesat de Saluzzo el 1577 (per al qual es van oferir 600 000 escuts d'or), en el mateix any el papa va comprar per 70 000 escuts d'or el marquesat di Vignola i Savignano sul Panaro a Alfons II d'Este, duc de Ferrara.
El 1579 el seu pare va actuar com a intermediari per a la compra del ducat de Sora i Arce, a Francesc Maria II della Rovere, duc d'Urbino per 100 000 escuts d'or. El 1583 també es va fer amb el ducat d'Aquino i Arpino.